# Curtis Jones (calciatore)
Curtis Julian Jones (Liverpool, 30 gennaio 2001) è un calciatore inglese, centrocampista del Liverpool e della nazionale inglese.

## Biografia
Nato in Inghilterra, ha origini nigeriane, figlio di Dean e Sandra, il padre in passato giocava a calcio.

## Caratteristiche tecniche
Centrocampista versatile e abile nello spostarsi rapidamente da un'area di rigore all'altra, può essere utilizzato in tutti i ruoli del centrocampo, abbinando un'ottima fase offensiva a una buona copertura in difesa. Dotato di buone capacità balistiche, il suo piede forte è il destro, da alcuni viene designato come un possibile erede di Steven Gerrard.

## Carriera

### Club

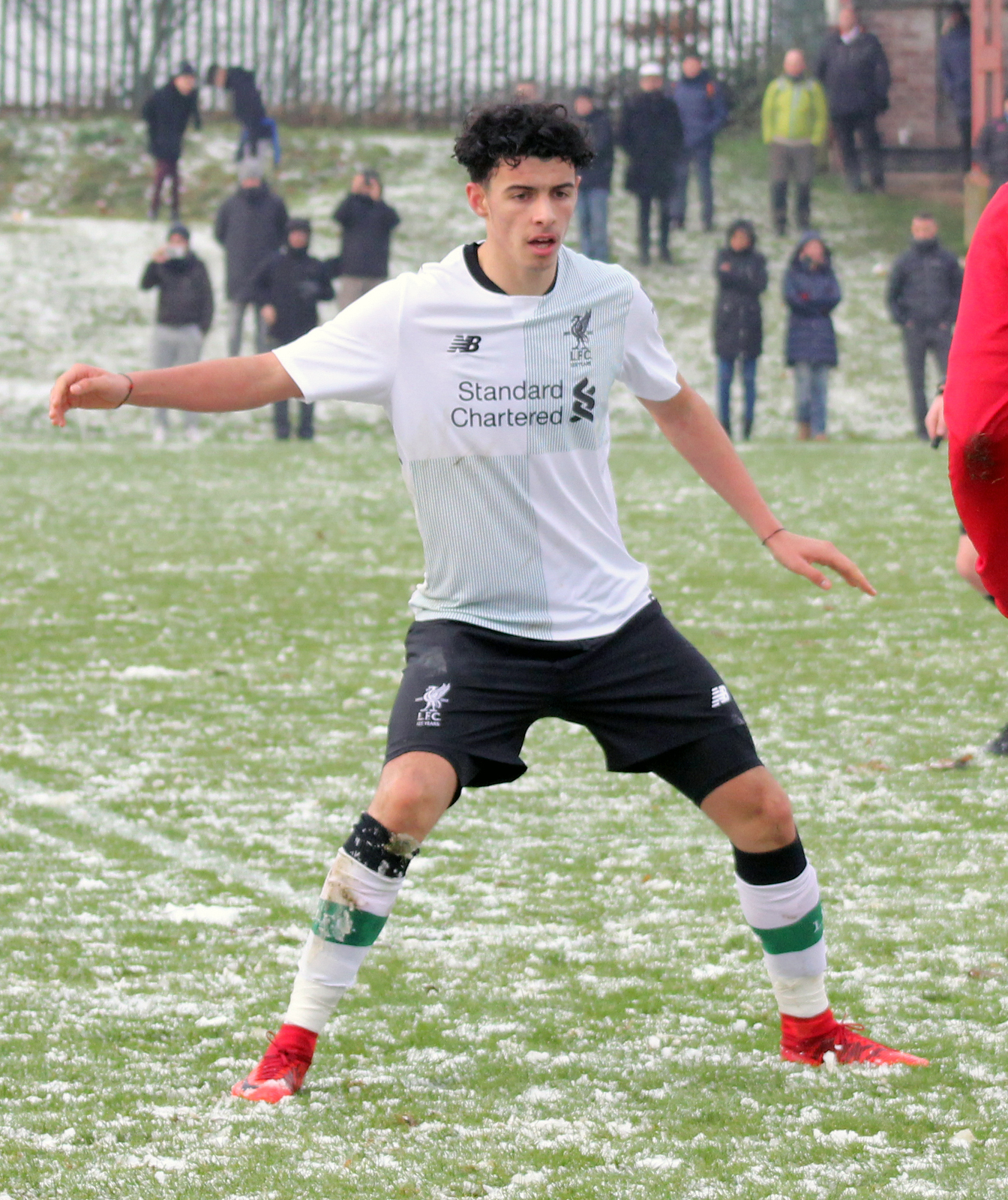
Curtis Jones con le giovanili del Liverpool nel 2017

Cresciuto nel Liverpool, dove è approdato all'età di 9 anni, ha percorso tutta la trafila delle formazioni giovanili dei Reds fino a firmare il primo contratto da professionista nel 2018. Il 7 aprile seguente ha ricevuto la prima convocazione in prima squadra, in occasione del match di campionato pareggiato 0-0 contro l'Everton, senza tuttavia riuscire a debuttare.
Aggregato alla tournée estiva del 2018, si è reso protagonista di ottime prestazioni ricevendo i complimenti del tecnico Jürgen Klopp. Il 7 gennaio 2019 ha esordito in prima squadra disputando da titolare l'incontro di FA Cup perso 2-1 contro il Wolverhampton, in quella che sarà la sua unica presenza nel corso della stagione.
Chiamato ad alternarsi fra Under-23 e prima squadra anche per la stagione seguente, il 25 settembre 2019 è stato nominato Man of the match dell'incontro di Carabao Cup vinto 2-0 contro il MK Dons. Dopo aver segnato il rigore decisivo nella sfida degli ottavi di finale di coppa di lega contro l'Arsenal, il 7 dicembre ha esordito in Premier League sostituendo Andrew Robertson al 48' del match vinto 3-0 in casa del Bournemouth.
Il 5 gennaio 2020 con un destro a giro da fuori area terminato sotto l'incrocio dei pali ha deciso il derby del Merseyside di FA Cup, disputato con una formazione composta in gran parte da giovani della Primavera. Si è ripetuto nel turno successivo sbloccando il punteggio nel match poi terminato 2-2 contro lo Shrewsbury Town mentre nel replay del 4 febbraio è diventato il più giovane giocatore nella storia del Liverpool a scendere in campo con la fascia da capitano. Il 5 luglio invece realizza il suo primo gol in Premier League nel successo per 2-0 contro l'Aston Villa.
Il 1⁰ dicembre 2020, ha siglato la sua prima rete in UEFA Champions League, segnando il goal vittoria contro l'Ajax (1-0). Il 16 novembre 2021, ha subito un colpo all'occhio che lo ha tenuto fermo per diverse settimane. Il 17 novembre 2022, ha prolungato il suo contratto con il Liverpool fino al 2027.
Il 30 aprile 2023 sblocca con un goal la partita vinta per 4-3 contro il Tottenham. Il 15 maggio successivo realizza una doppietta in casa del Leicester, valida per lo 0-3 finale. Il 25 febbraio 2024 il Liverpool vince la Efl Cup contro il Chelsea ai calci di rigore, non viene convocato in finale per infortunio ma ha contribuito con 5 presenze e 3 goal nella competizione inglese.
Nel corso della stagione 2024/2025 mette a segno 3 goal e 4 assist in 33 presenze di Premier League, contribuendo cosi alla vittoria del campionato inglese con i Reds. Ricopre più ruoli nel corso di questa annata con Slot in panchina, viene schierato come mezzala di centrocampo, trequartista e anche come terzino destro in più di qualche gara.

### Nazionale
Ha esordito con la nazionale Under-21 inglese il 7 ottobre 2020, nella gara pareggiata per 3-3 contro Andorra. Il suo primo gol con la nazionale Under-21 risale al 13 novembre seguente, nella sfida vinta per 3-1 contro Andorra.
Convocato per il campionato d'Europa Under-21 del 2023, si è aggiudicato il torneo, segnando il gol decisivo nella finale vinta per 1-0 contro la Spagna. Grazie anche a questo gol è stato nominato migliore in campo.
Nel maggio 2024 viene convocato per la prima volta in nazionale maggiore venendo inserito nella lista dei pre-convocati per Euro 2024; non viene confermato nella lista dei 26 finali.
Il 14 novembre 2024 fa il suo esordio con la massima selezione inglese nel successo per 0-3 in casa della Grecia in Nations League, in cui ha realizzato il terzo gol degli inglesi.

## Statistiche

### Presenze e reti nei club
Statistiche aggiornate al 16 agosto 2025
| Stagione        | Squadra         | Campionato      | Campionato | Campionato | Coppe nazionali | Coppe nazionali | Coppe nazionali | Coppe continentali | Coppe continentali | Coppe continentali | Altre coppe | Altre coppe | Altre coppe | Totale | Totale | Totale |
| Stagione        | Squadra         | Comp            | Pres       | Reti       | Comp            | Pres            | Reti            | Comp               | Pres               | Reti               | Comp        | Pres        | Reti        | Pres   | Reti   |        |
| --------------- | --------------- | --------------- | ---------- | ---------- | --------------- | --------------- | --------------- | ------------------ | ------------------ | ------------------ | ----------- | ----------- | ----------- | ------ | ------ | ------ |
| 2018-2019       | Liverpool       | PL              | 0          | 0          | FACup+CdL       | 1+0             | 0               | UCL                | 0                  | 0                  |             | -           | -           | 1      | 0      |        |
| 2019-2020       | Liverpool       | PL              | 6          | 1          | FACup+CdL       | 4+2             | 2+0             | UCL                | 0                  | 0                  | CS+SU+Cmc   | 0           | 0           | 12     | 3      |        |
| 2020-2021       | Liverpool       | PL              | 24         | 1          | FACup+CdL       | 2+2             | 0+2             | UCL                | 5                  | 1                  | CS          | 1           | 0           | 34     | 4      |        |
| 2021-2022       | Liverpool       | PL              | 15         | 1          | FACup+CdL       | 4+4             | 0               | UCL                | 4                  | 0                  | -           | -           | -           | 27     | 1      |        |
| 2022-2023       | Liverpool       | PL              | 18         | 3          | FACup+CdL       | 2+0             | 0+0             | UCL                | 2                  | 0                  | CS          | 1           | 0           | 24     | 0      |        |
| 2023-2024       | Liverpool       | PL              | 23         | 1          | FACup+CdL       | 2+5             | 1+3             | UEL                | 6                  | 0                  | -           | -           | -           | 36     | 5      |        |
| 2024-2025       | Liverpool       | PL              | 33         | 3          | FACup+CdL       | 0+5             | 0               | UCL                | 8                  | 0                  | -           | -           | -           | 46     | 3      |        |
| 2025-2026       | Liverpool       | PL              | 1          | 0          | FACup+CdL       | 0+0             | -               | UCL                | 0                  | 0                  | CS          | 1           | 0           | 2      | 0      |        |
| Totale carriera | Totale carriera | Totale carriera | 120        | 10         |                 | 35              | 8               |                    | 25                 | 1                  |             | 3           | 0           | 183    | 19     |        |

### Cronologia presenze e reti in nazionale
| Cronologia completa delle presenze e delle reti in nazionale ― Inghilterra | Cronologia completa delle presenze e delle reti in nazionale ― Inghilterra | Cronologia completa delle presenze e delle reti in nazionale ― Inghilterra | Cronologia completa delle presenze e delle reti in nazionale ― Inghilterra | Cronologia completa delle presenze e delle reti in nazionale ― Inghilterra | Cronologia completa delle presenze e delle reti in nazionale ― Inghilterra | Cronologia completa delle presenze e delle reti in nazionale ― Inghilterra | Cronologia completa delle presenze e delle reti in nazionale ― Inghilterra |
| Data                                                                       | Città                                                                      | In casa                                                                    | Risultato                                                                  | Ospiti                                                                     | Competizione                                                               | Reti                                                                       | Note                                                                       |
| -------------------------------------------------------------------------- | -------------------------------------------------------------------------- | -------------------------------------------------------------------------- | -------------------------------------------------------------------------- | -------------------------------------------------------------------------- | -------------------------------------------------------------------------- | -------------------------------------------------------------------------- | -------------------------------------------------------------------------- |
| 14-11-2024                                                                 | Amarousio                                                                  | Grecia                                                                     | 0 – 3                                                                      | Inghilterra                                                                | UEFA Nations League 2024-2025 - 1º turno                                   | 1                                                                          |                                                                            |
| 17-11-2024                                                                 | Londra                                                                     | Inghilterra                                                                | 5 – 0                                                                      | Irlanda                                                                    | UEFA Nations League 2024-2025 - 1º turno                                   | -                                                                          | 79’                                                                        |
| 21-3-2025                                                                  | Londra                                                                     | Inghilterra                                                                | 2 – 0                                                                      | Albania                                                                    | Qual. Mondiali 2026                                                        | -                                                                          | 74’                                                                        |
| 24-3-2025                                                                  | Londra                                                                     | Inghilterra                                                                | 3 – 0                                                                      | Lettonia                                                                   | Qual. Mondiali 2026                                                        | -                                                                          | 79’                                                                        |
| 7-6-2025                                                                   | Cornellà de Llobregat                                                      | Andorra                                                                    | 0 – 1                                                                      | Inghilterra                                                                | Qual. Mondiali 2026                                                        | -                                                                          | 80’                                                                        |
| 10-6-2025                                                                  | West Bridgford                                                             | Inghilterra                                                                | 1 – 3                                                                      | Senegal                                                                    | Amichevole                                                                 | -                                                                          | 58’                                                                        |
| Totale                                                                     |                                                                            | Presenze                                                                   | 6                                                                          |                                                                            | Reti                                                                       | 1                                                                          |                                                                            |

## Palmarès

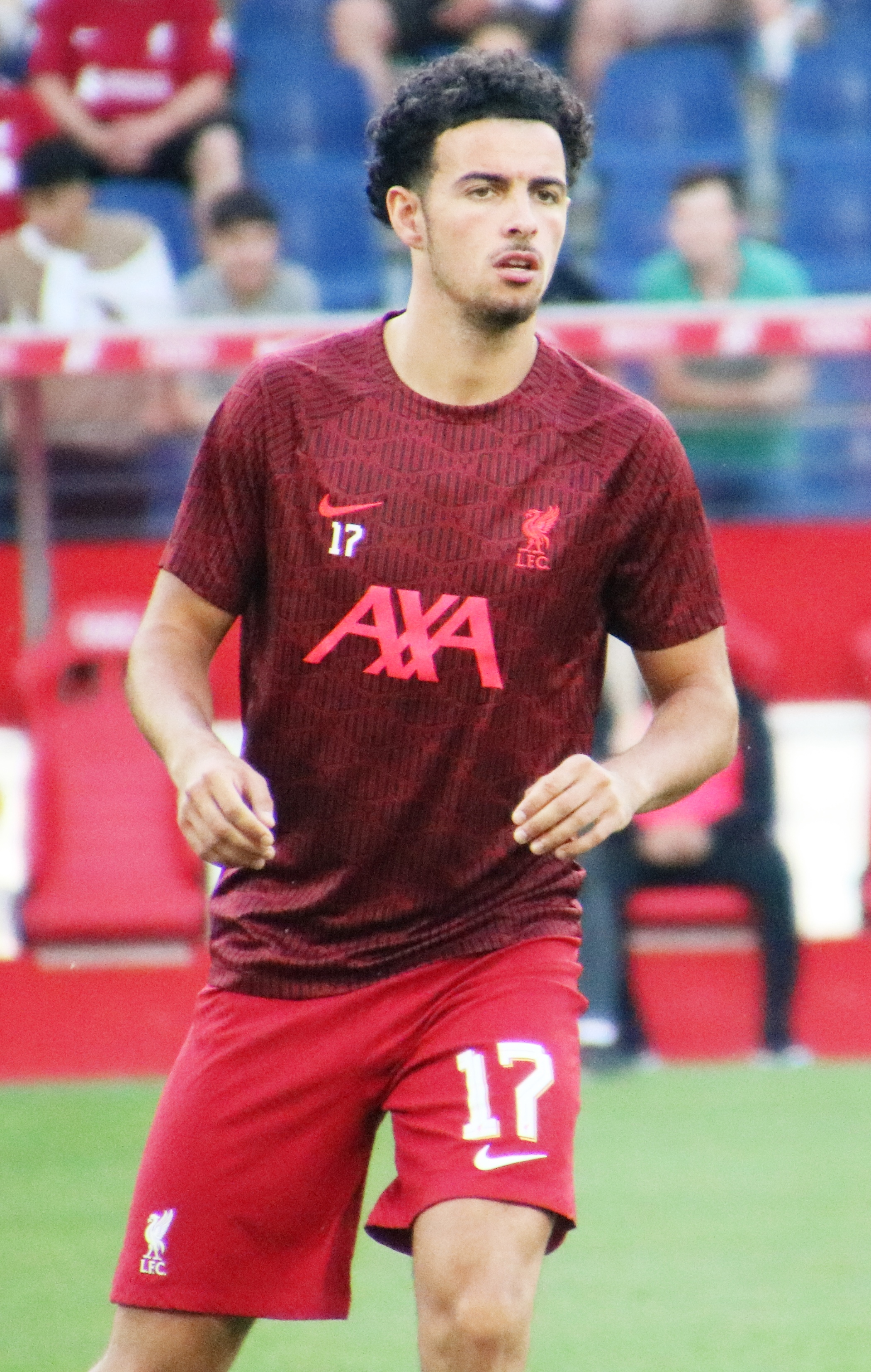
Curtis Jones con il Liverpool nel 2022

### Club

#### Competizioni nazionali
- Campionato inglese: 2

Liverpool: 2019-2020, 2024-2025
- Coppa di Lega inglese: 2

Liverpool: 2021-2022, 2023-2024
- Coppa d'Inghilterra: 1

Liverpool: 2021-2022
- Community Shield: 1

Liverpool: 2022

#### Competizioni internazionali
- Coppa del mondo per club: 1

Liverpool: 2019

### Nazionale
- Campionato d'Europa Under-21: 1

Romania-Georgia 2023

### Individuale
- Squadra del torneo degli Europei Under-21: 1

Romania-Georgia 2023